# Fosco Gasperi
Fosco Gasperi (Forlì, 4 febbraio 1953) è un autore televisivo, sceneggiatore e regista televisivo italiano.
È stato attivo prevalentemente sulle reti Mediaset, dove ha curato i testi e la regia di diversi varietà, come Premiatissima e Sabato al circo, il telefilm Don Tonino e sitcom, tra cui Casa Vianello e Finalmente soli. 
Negli anni duemila ha lavorato alla realizzazione di numerosi reality show, coordinando la regia delle prime edizioni del Grande Fratello, L'isola dei famosi e Music Farm.

## Biografia
Dopo un esordio come cabarettista, notato da Enzo Trapani inizia a collaborare con la Rai negli anni ottanta con la trasmissione Non stop e in seguito come autore del varietà del sabato sera Fantastico e di altre trasmissioni, come Loretta Goggi in quiz e C'era due volte. Dalla metà degli anni ottanta è passato in Fininvest, in qualità di autore di varietà come Zodiaco, Grand Hotel e Premiatissima. Nel 1988 è regista e ideatore della serie televisiva di Italia 1 Don Tonino, e in seguito cura la regia di Casa Vianello.
Negli anni novanta ha proseguito la collaborazione con Mediaset in qualità di autore per Ok, il prezzo è giusto e Scherzi a parte e di regista di Sabato al circo, Il TG delle vacanze, Belli freschi e delle sitcom Io e la mamma e Finalmente soli; nello stesso periodo è stato tra gli autori del Festival di Sanremo 1996 e ha lavorato per il varietà di Rai 2 Carosello, riedizione realizzata nel 1997 dell'omonimo programma televisivo, con la conduzione di Ambra Angiolini.
In forze alla Endemol, ha curato la regia delle prime edizioni italiane del reality show Grande Fratello, coordinando i venti registi che si occupano delle riprese degli interni della casa dove è ambientato il programma, di cui è stato anche produttore artistico. Ha curato inoltre i reality Music Farm e L'isola dei famosi.
Passato alla società di produzioni televisive Einstein Multimedia, nel 2005 è stato produttore artistico del varietà di prima serata Ritorno al presente, condotto da Carlo Conti su Rai 1. Nel 2011 per Mediaset è regista di Uman - Take Control!, programma di prima serata di Italia 1.